# Рубинштейн, Роман Юльевич
Роман Юльевич Рубинштейн (род. 22 мая 1996, Минск) — белорусский профессиональный баскетболист, играющий на позиции разыгрывающего защитника.

## Карьера
Роман Рубинштейн — воспитанник СДЮШОР БК «Минск-2006». Первые тренеры — Николай Владимирович Фокеев и Дмитрий Михайлович Арзютов. В 16 лет Рубинштейн попал во вторую команду клуба «Цмоки-Минск». Через год разыгрывающий дебютировал за основную команду. В сезоне 2014/2015 баскетболист выступал за минчан в Единое лиге ВТБ. Сезон 2016/17 Рубинштейн провел в Словении, где он играл за «Златорог». Вскоре он вернулся в «Цмоки-Минск», но пробиться в его основу не смог. В июле 2018 года белорус перешел в польскую «Легию». Весной 2019 года Рубинштейн перешёл в израильский клуб «Хапоэль» (Беэр-Шева), осенью перебрался в 
«Хапоэль» (Хевель-Модиин). В августе 2020 года Рубинштейн заключил контракт с российским клубом «Иркут», в январе 2021 года вернулся в Израиль. В сентябре-октябре 2022 года и в сезоне 2023/2024 выступал за белорусский клуб «Импульс-БГУИР». В октябре 2024 года вернулся в БК «Минск».

## Сборная Беларуси
Выступал за юношеские и молодёжную сборную Белоруссии. 3 сентября 2016 года Роман Рубинштейн дебютировал в составе главной национальной команды. Он появился на площадке в отборочной игре Евробаскета-2017 против сборной Польши. С тех пор он стал регулярно вызываться в расположение белорусов.

## Достижения
- Чемпион Белоруссии (1): 2017/2018.
- Серебряный призёр чемпионата Белоруссии (1): 2024/2025.
- Бронзовый призёр чемпионата Белоруссии (1): 2013/2014.
- Обладатель Кубка Белоруссии (1): 2017.
- Финалист Кубка Белоруссии (1): 2024.
- Серебряный призёр Международного студенческого баскетбольного кубка (1): 2018.